# Conferencia Interamericana para el Mantenimiento de la Paz y la Seguridad del Continente
La Conferencia Interamericana para el Mantenimiento de la Paz y de la Seguridad del Continente (1947), también conocida como la conferencia de Petrópolis, fue una conferencia interamericana de índole extraordinaria cuyo objetivo fue la redacción de un tratado interamericano de asistencia recíproca que fuera permanente. La conferencia se celebró en el hotel Palace Quitandinha de la ciudad de Petrópolis, a 68 kilómetros al norte de Río de Janeiro, Brasil, entre el 15 de agosto y el 2 de septiembre de 1947.
El Tratado Interamericano de Asistencia Recíproca (TIAR) redactado durante esta Conferencia, así como su repercusión en el tema de la cooperación económica, fueron determinantes para la participación política de los países latinoamericanos en el enfrentamiento bipolar de la Guerra Fría.

## Antecedentes
Los antecedentes inmediatos de la organización de la Conferencia de Río de Janeiro fueron la Conferencia de Chapultepec y la Conferencia de San Francisco, ambas celebradas en 1945. A raíz de la entrada en vigor del Acta de Chapultepec y la discusión sobre su compatibilidad con la Carta de las Naciones Unidas, la cual todavía no había sido ratificada a pesar de haber sido redactada en octubre de 1944 en Dumbarton Oaks.
Durante la Conferencia de San Francisco las naciones americanas discutieron la exigencia de mayor autonomía en sus sistemas regionales y el derecho de la legítima defensa individual y colectiva entre los Estados de América. Con base en esto, se acordó que Estados Unidos negociaría con los países latinoamericanos un tratado que transformara las cláusulas del Acta de Chapultepec y las de la Carta de las Naciones Unidas en un acuerdo permanente.
El 29 de agosto de 1945, el Consejo Directivo de la Unión Panamericana determinó que la conferencia en la que se redactaría el tratado se llevaría a cabo el 20 de octubre de 1945 en Río de Janeiro. A principios del mes de octubre, el Departamento de Estado de los Estados Unidos solicitó que la Conferencia Interamericana para el Mantenimiento de la Paz y la Seguridad fuera pospuesta. El informe oficial de la Conferencia de Río de Janeiro menciona que la negativa de Estados Unidos por continuar con los planes de la conferencia se debió a sus tensiones con Argentina. Estados Unidos consideró que Argentina, a pesar de haber declarado la guerra a Japón y Alemania en 1945, “no había dado aún los pasos necesarios para cumplir la totalidad de las recomendaciones y obligaciones provenientes” de su inclusión en el Acta Final de la Conferencia de Chapultepec.
En noviembre de 1945, el Consejo Directivo Panamericano fijó marzo de 1946 como la nueva fecha para la conferencia. En esta ocasión fue Uruguay el país que solicitó que se volviera posponer la fecha. Entre mayo y junio de 1947 se llevaron a cabo unas consultas entre los países americanos. Así se decidió que la Conferencia de Río se inauguraría el 15 de agosto de 1947. Los cambios en el contexto internacional en los primeros meses de 1947 condicionaron los debates en Río de Janeiro: “El inicio de la Guerra Fría era un hecho”.

## La Conferencia de Río de Janeiro
Esta conferencia contó con la asistencia de la mayoría de los países americanos. El único país que no fue invitado a la conferencia, y por lo tanto no asistió, fue Nicaragua. Los delegados de Ecuador no pudieron estar presentes en el evento pues tuvieron que hacerse cargo de la situación política de su país, “un golpe de Estado, ocurrido en su patria contra el Presidente de la República”. Así pues, solo 19 países asistieron y firmaron el acta de la Conferencia de Río de Janeiro.
El 13 de septiembre de 1945, el Consejo Directivo aprobó la agenda de la conferencia. El programa de la conferencia estuvo limitado a “la preparación de un tratado interamericano de asistencia recíproca para dar forma permanente a los principios incorporados en el Acta de Chapultepec.”

## El Tratado Interamericano de Asistencia Recíproca (TIAR)
El Tratado Interamericano de Asistencia Recíproca (TIAR) fue un tratado de defensa colectiva convenido bajo el artículo 51 de la Carta de las Naciones Unidas. Este tratado interamericano estuvo compuesto por siete consideraciones iniciales y veintiséis artículos, más una aclaración respecto a la situación de Honduras. Una de las consideraciones fue la de “[...] perfeccionar los procedimientos de solución pacífica de sus controversias [...]”, tal como se había acordado dos años antes en la Conferencia de Chapultepec. Este tratado era estrategia para asegurar la “paz por todos los medios posibles, promover la ayuda recíproca efectiva para hacer frente a los ataques armados contra cualquier Estado Americano y conjurar las amenazas de agresión contra cualquiera de ellos.”
Los objetivos del tratado fueron: que se reconociera el derecho a la defensa colectiva como parte de la Carta de las Naciones Unidas, así como pactar la solidaridad y cooperación ante ataques y agresiones con base en las declaraciones de La Habana y de Chapultepec. A través de los artículos del TIAR, los países americanos abogaron por la existencia de un sistema interamericano de paz, condenaron la guerra, se comprometieron a no usar la fuerza, acordaron las situaciones que se considerarían como ataques armados, así como los procedimientos a seguir en caso de ataque. Con la firma de este tratado se dejó de lado el tema de la cooperación económica. Este tratado también fue antecesor de la Carta de la Organización de los Estados Americanos de 1948.

## Tensiones Internacionales
Al finalizar la Segunda Guerra Mundial, la relación entre Estados Unidos y la Unión Soviética, quienes habían luchado juntos en el grupo de los países Aliados durante la guerra, terminó por romperse debido a las posturas ideológicas de cada Estado, las cuales se consideran contrarias en algunas corrientes historiográficas de la Guerra Fría. Por una parte, Estados Unidos defendía la instauración de un sistema capitalista mundial, mientras que la URSS defendió la implementación de un sistema socialista. Esta situación ocasionó que Estados Unidos buscará el respaldo de los países latinoamericanos para que apoyaran sus políticas exteriores durante su conflicto con la Unión Soviética.
Fue en este escenario que Estados Unidos consideró que Argentina, a pesar de haber declarado la guerra a Japón y Alemania en 1945, “no había dado aún los pasos necesarios para cumplir la totalidad de las recomendaciones y obligaciones provenientes” de su inclusión en el Acta de Chapultepec y de los acuerdos de la Conferencia de Chapultepec y se especulaba que podría crearse un bloque de autonomía latinoamericana. Es por esto que Estados Unidos solicitó el primer aplazamiento de la Conferencia de Río de Janeiro en octubre de 1945. Las tensiones entre Argentina y Estados Unidos fueron la razón principal por la que este evento se aplazó hasta 1947. El historiador argentino Leandro A. Morgenfeld señala que “El gobierno argentino compartía las esperanzas latinoamericanas de que pudiera materializarse la ayuda económica estadounidense, y eso lo llevó a desarrollar una actitud más bien cooperativa”.
Otra tensión que precedió a la Conferencia de Río de Janeiro fue la falta de reconocimiento de las naciones americanas (a excepción de República Dominicana) del nuevo gobierno de Nicaragua. En 1947 Benjamín Lacayo Sacasa había sucedido a Leonardo Argüello Barreto como presidente de Nicaragua después de un golpe de Estado. Es por esto que las naciones americanas no continuaron sus relaciones diplomáticas con el nuevo gobierno nicaragüense. El 28 de julio de 1947, el Consejo Directivo de la Unión Panamericana decidió no extender una invitación al gobierno de Nicaragua. Durante la conferencia no hubo discusión pública sobre esta situación y el Acta Final y el TIAR quedaron abiertas para la inclusión de Nicaragua y Ecuador. Nicaragua ratificó el TIAR a finales de 1948 aunque con reservas respecto a un artículo que estipulaba su frontera con Honduras.

## Sobre la Cooperación Económica
Debido a que la redacción de un tratado de asistencia recíproca era el objetivo principal de la Conferencia de Río de Janeiro, la cooperación económica no fue un tema central en las discusiones como lo había sido en la Conferencia de Chapultepec. A pesar de no haber sido central, hubo intentos por parte de delegaciones como la de Argentina, de impulsar un convenio de cooperación económica entre los países americanos, que simulara a su semejante en Europa: el Plan Marshall. Sin embargo, el argumento estadounidense para la negativa fue que las circunstancias del continente eran diferentes al europeo, priorizando el reordenamiento político militar para la defensa de la seguridad americana. Este tema se concretó con el discurso de Harry S. Truman, presidente de los Estados Unidos, donde estipuló que los esfuerzos económicos de Estados Unidos estarían enfocados a la recuperación de Europa y no a la ayuda económica a América Latina. México logró que se votara a favor de una Conferencia Económica a llevarse a cabo en Buenos Aires en 1948 al finalizar la IX Conferencia Panamericana. No obstante, esta conferencia económica no se concretó debido a la falta de apoyo por parte de los demás países y, principalmente, por el desacuerdo de Estados Unidos sobre los proyectos nacionalistas y desarrollistas latinoamericanos.
En relación con este tema, se decidió que el Consejo Interamericano Económico y Social elaboraría un proyecto de convenio básico sobre la cooperación para que fuese sometido en la Novena Conferencia Internacional Americana en Bogotá. También debía elaborarse una convocatoria para una conferencia extraordinaria de carácter económico a celebrarse en el segundo semestre de 1948 con el objetivo de estudiar los mejores procedimientos para impulsar la cooperación económica.